# Noorduyn Norseman
El Noorduyn Norseman, también conocido como C-64 Norseman, es un avión utilitario monomotor canadiense diseñado para operar desde superficies no preparadas. Unas  distintivas y achaparradas protuberancias del tren de aterrizaje situadas en la parte inferior del fuselaje lo hacen fácilmente reconocible.
Introducido originalmente 1935, el Norseman permaneció en producción durante casi 25 años, con más de 900 ejemplares producidos. Una cantidad de ejemplares permanece actualmente en usos comercial y privado. Los aviones Norseman son conocidos por haber sido registrados y/u operados en 68 países de todo el mundo y también por haber sido basados y volados en las regiones ártica y antártica.  

## Diseño y desarrollo

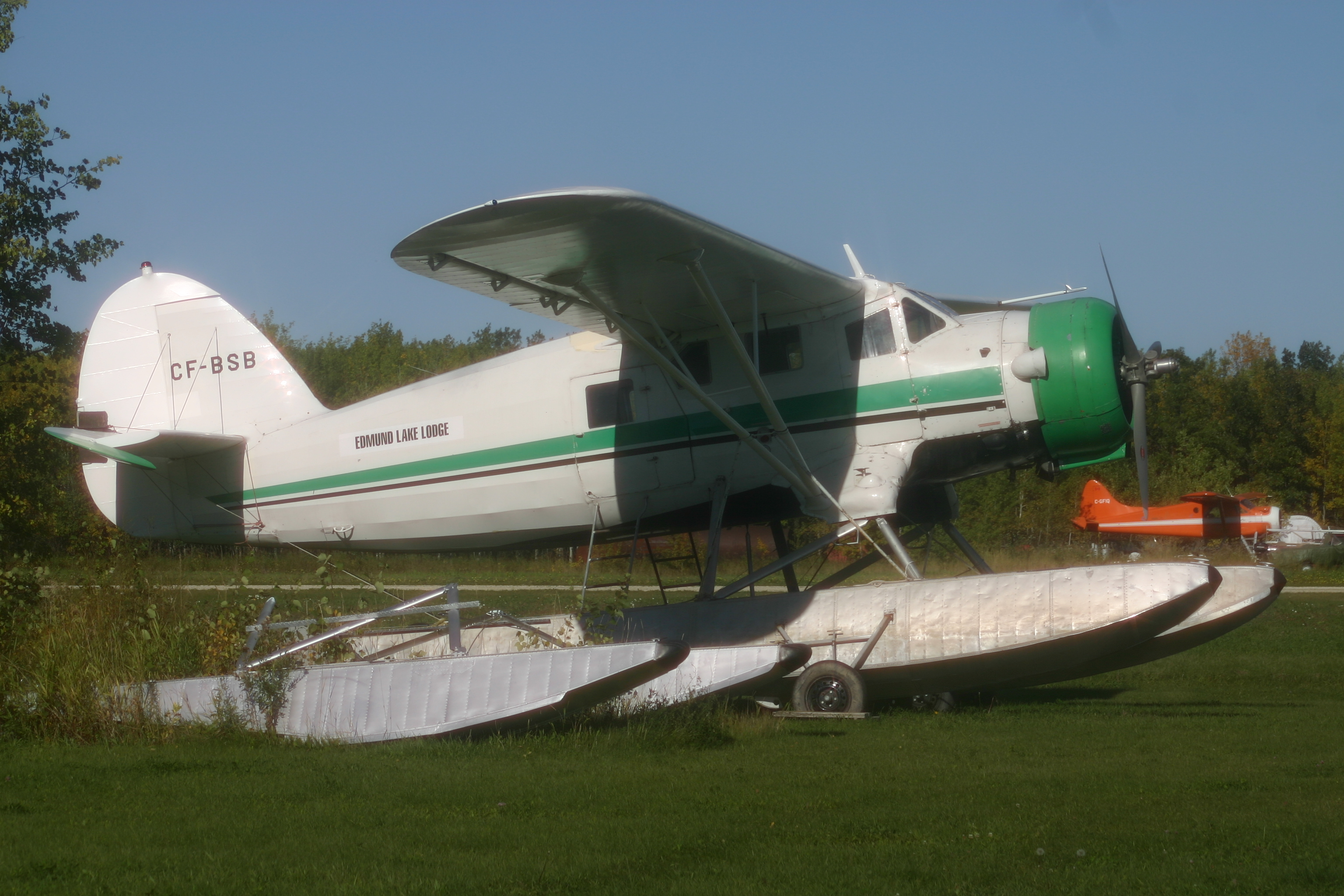
Noorduyn Norseman "CF–BSB" todavía operando en 2006, Edmund Lakes Lodge, Manitoba.

Diseñado por Robert B. C. Noorduyn, el Noorduyn Norseman fue producido desde 1935 hasta 1959, originalmente por Noorduyn Aircraft Ltd. y más tarde por la compañía Canada Car and Foundry. 
Con la experiencia de trabajar en muchos diseños pioneros de Fokker, Bellanca  y Pitcairn-Cierva, Noorduyn decidió crear su propio diseño en 1934, el Noorduyn Norseman. Junto con su colega Walter Clayton, Noorduyn creó su compañía original, Noorduyn Aircraft Limited, a principios de 1933 en Montreal, mientras que una compañía sucesora, llevando el nombre Noorduyn Aviation, fue fundada en 1935.
La visión de Noorduyn de un avión utilitario ideal comenzó con un fuselaje monoplano de ala alta para facilitar la carga y descarga de pasajeros y carga en los atracaderos de hidroaviones y aeropuertos; lo siguiente, un operador canadiense que, utilizando los talentos, equipos e instalaciones existentes, fuera capaz de ganar dinero usándolo; y por último, debería ser superior en todos los aspectos a los que ya estaban en uso. 
Desde el comienzo, Noorduyn diseñó su transporte para que tuviera un tren de aterrizaje intercambiable de ruedas, esquíes o dos flotadores. A diferencia de la mayoría de los diseños de aviones, el Norseman se equipó inicialmente con flotadores, luego con esquíes y, finalmente, con un tren de aterrizaje fijo.
El diseño final se parecía mucho a los anteriores diseños de Noorduyn en Fokker, un monoplano de ala alta arriostrada con fuselaje de tubos de acero totalmente soldados. El recubrimiento de tela era soportado por largueros de madera. Su ala era de madera totalmente  recubierta de tela, excepto los flaps y alerones, que eran de tubería de acero. El tren de aterrizaje dividido fue instalado en unos salientes del fuselaje; las patas fueron aseguradas cada una con dos pernos para permitir alternar el sistema de flotadores o esquíes. El soporte de la rueda de cola podía ser equipado con una rueda o con un patín de cola. 

## Historia operacional

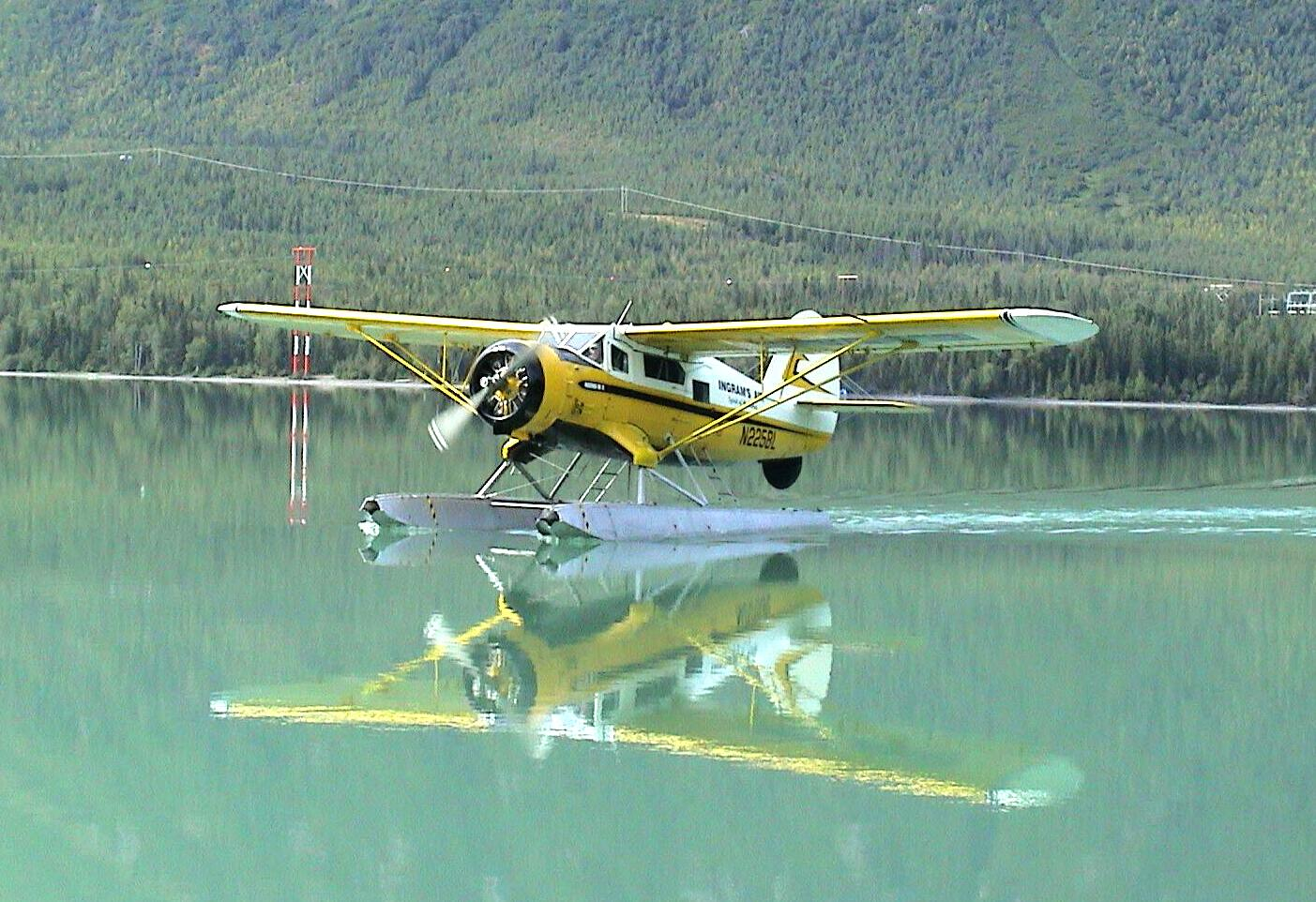
"Spirit of the Kenai", amerizando en el Kenai Lake, en Alaska, agosto de 2003.

El primer Norseman, propulsado por un Wright R-975-E3 Whirlwind, fue probado en vuelo sobre flotadores el 14 de noviembre de 1935, y fue vendido y entregado a Dominion Skyways Ltd. el 18 de enero de 1936, registrado como CF-AYO y bautizado "Arcturus". En el verano de 1941, la Warner Brothers alquiló el CF-AYO para el rodaje de Capitanes de las nubes, protagonizada por James Cagney. La fotografía aérea principal se rodó cerca de North Bay, Ontario, llevando el CF-AYO el registro temporal de CF-HGO. El CF-AYO se perdió en un accidente en Algonquin Park en 1952. Sus restos están actualmente en exhibición en el Canadian Bushplane Heritage Centre. 
Casi inmediatamente, el Norseman demostró ser un robusto y seguro caballo de batalla con ventas constantes. El primer avión, CF-AYO, fue designado como Norseman Mk I. El siguiente avión, CF-BAU, con algunos cambios menores requeridos tras las pruebas de certificación, y un nuevo motor Pratt & Whitney R-1340 Wasp SC-1 repotenciado de 420 a 450 hp, fue designado Norseman Mk II, mientras que los siguientes tres aviones fueron los Norseman Mk III: el CF-AZA fue al Mackenzie Air Service, Edmonton, Alberta; el CF-AZE fue a Prospector Airways, Clarkson, Ontario, y el CF-AZS a Starrat Airways, Hudson, Ontario. El CF-BAU sería modificado el 26 de junio de 1937 para convertirse en el prototipo del Norseman Mk IV, propulsado por un Pratt & Whitney Wasp S3H-1. El Mk IV se convirtió en el modelo “final”, pero la producción podría haber finalizado con unos pocos cientos de ejemplares si no hubiera llegado la Segunda Guerra Mundial. 

### Segunda Guerra Mundial

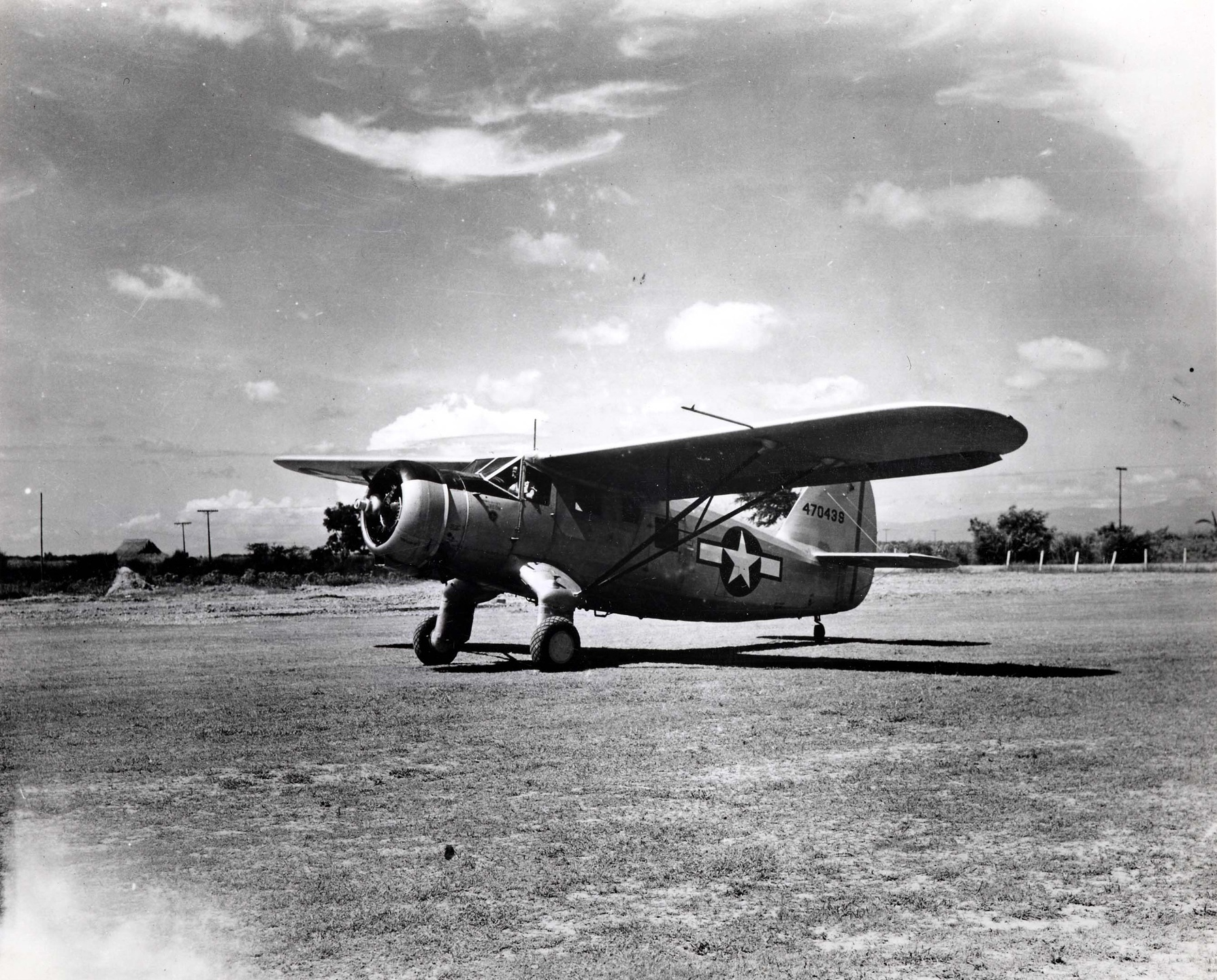
Un UC-61A del 3rd Air Commando Group de las USAAF en las Filipinas, 1945.

Hasta 1940, la compañía Noorduyn había vendido solo 17 aviones en total, principalmente a operadores comerciales en el norte de Canadá, y a la Real Policía Montada de Canadá. Con el estallido de la guerra en Europa, la demanda por transportes utilitarios provocó grandes  pedidos militares. La Real Fuerza Aérea Canadiense y las Fuerzas Aéreas del Ejército de los Estados Unidos se convirtieron en los dos mayores operadores; la RCAF ordenó 38 Norseman Mk IVW para entrenamiento de radio y navegación por el Plan de Formación Aérea de la Comunidad Británica. 
El coronel Bernt Balchen de las USAAF había estado involucrado en el establecimiento de una ruta por etapas a través de Groenlandia para facilitar el transporte de aviones desde Norteamérica a Europa. Requirió un avión utilitario lo suficientemente robusto para sobrevivir en las severas condiciones del Ártico. Tras evaluar seis Norseman desviados de una anterior orden de la RCAF a finales de 1941, recomendó la compra del Norseman IV especialmente modificado según los requerimientos de la USAAF como YC-64A. Después de que los Estados Unidos entraran en la Segunda Guerra Mundial, las USAAF emitieron la primera de varias órdenes de C-64A Norseman en la versión de producción. Las principales diferencias radican en la instalación en el fuselaje de dos depósitos ventrales que aumentaban la capacidad de combustible estándar hasta los 914 l; también podía ser instalado un depósito de combustible adicional en la cabina de 145 l. Estos cambios resultaron en un incremento de 431 kg en el peso cargado del Mk IV estándar. Las entregas comenzaron a mitad de 1942, emitiendo finalmente los militares estadounidenses órdenes por 749 Norseman Mk IV como C-64A (más tarde UC-64A).
Durante la Segunda Guerra Mundial, los  aviones Norseman de las USAAF fueron usados en Norteamérica (principalmente Alaska), así como en otros teatros de la guerra, incluyendo Europa. Tres UC-64A fueron usados por la Armada de los Estados Unidos bajo la designación JA-1. Seis aviones sobre flotadores C-64B fueron usados por el Cuerpo de Ingenieros del Ejército de los Estados Unidos, así como por otras fuerzas aéreas aliadas, que emitieron órdenes por 43 Norseman Mk IV. La RCAF ordenó 34 aviones adicionales como Norseman MK VI. Noorduyn era el único fabricante, pero cuando las USAAF consideraron ordenar una mayor cantidad de C-64A, se contempló una producción bajo licencia de 600 ejemplares por Aeronca Aircraft Corp. (Middletown, Ohio), antes de que el contrato fuera cancelado en 1943.
El UC-64A Norseman (s/n 44-70285) volado por el F/O John R. S. Morgan, en el que estaba volando el comandante Glenn Miller como pasajero, desapareció sobre el Canal de la Mancha el 15 de diciembre de 1944, posiblemente debido al congelamiento del carburador del avión o al ser golpeado por bombas lanzadas desde Lancaster de la RAF tras un ataque abortado. 
También en 1944, un Norseman se estrelló contra la Torre del Rey Alfred, un capricho de 50 m de altura en Somerset, Inglaterra, muriendo trágicamente los cinco tripulantes. La torre, parte del famoso paisaje de Stourhead, no fue reparada hasta 1986, reparación que incluyó el uso de un helicóptero Wessex para colocar una piedra de 300 kg en la parte superior. 

### Posguerra

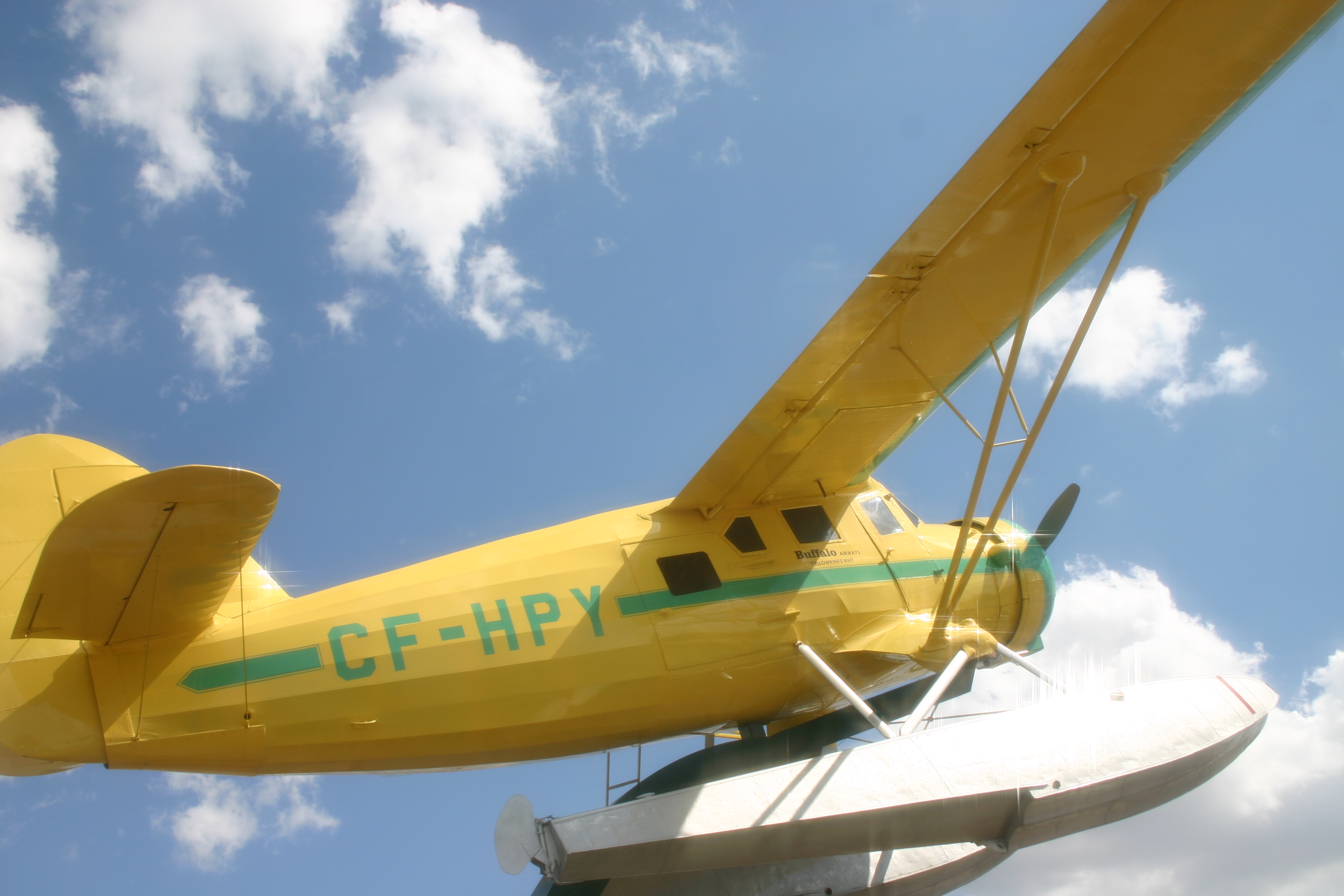
Noorduyn Norseman "CF–HPY," Alberta Aviation Museum, Edmonton, Alberta.

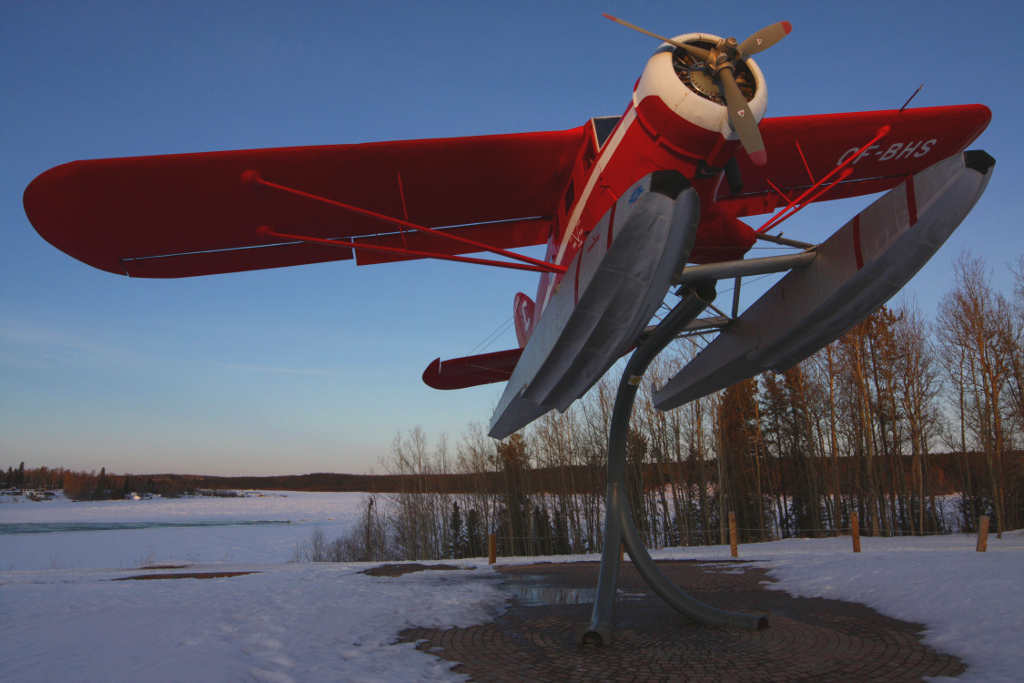
Un Mk.V, el "CF–BHS" fue originalmente registrado con Lamb Airways en 1945, estando em exhibición en Thompson, Manitoba, desde 2008.

En la producción de posguerra, la Canada Car and Foundry de Fort William, Ontario, adquirió los derechos del diseño Norseman, produciendo una versión conocida como Norseman Mk V, una versión civil del Mk IV de la guerra. Para seguir explotando el mercado, la fábrica “Can Car” diseñó y construyó el Norseman Mk VII. Esta versión tenía un motor mayor, una nueva ala totalmente metálica y una mayor capacidad de carga, pero nunca entró en producción. Con grandes compromisos en la guerra de Corea en esa época, la compañía   lo almacenó temporalmente, siendo destruido en un fuego de hangar en septiembre de 1951. 
En 1953, Noorduyn encabezó un grupo de inversores que recomprar las plantillas y equipo de Canada Car and Foundry e iniciaron una nueva compañía llamada Noorduyn Norseman Aircraft Ltd. Bob Noorduyn enfermó y murió en su hogar en South Burlington, Vermont, el 22 de febrero de 1959. La compañía continuó proporcionando apoyo a los Norseman operativos y construyó 3 nuevos Mk V antes de vender sus activos en 1982 a Norco Associates. Norco solo proporcionó servicios de apoyo, ya que la fabricación de aviones Norseman era muy laboriosa y cara. 
El último Noorduyn Norseman en ser construido fue vendido y entregado a un cliente comercial el 19 de enero de 1959. Fueron producidos y entregados un total de 903 aviones Norseman (Mk I-Mk V) a varios clientes comerciales y militares. Actualmente hay 42 aviones Norseman en el registro de aviones activos canadiense. El número en uso en todo el mundo es desconocido. 
En reconocimiento al papel del Norseman al prestar servicio a los pueblos remotos del norte de Canadá, la ciudad de Red Lake, Ontario, un punto de partida hacia las remotas comunidades del Noroeste de Ontario, se promociona a sí misma como “La Capital de Norseman del Mundo”. Cada verano en julio, el “Norseman Floatplane Festival” atrae aviones Norseman a Red Lake como pieza central de un festival de fin de semana comunitario que abarca desde un escenario de entretenimiento, juegos para niños y vuelos, concursos, exhibiciones históricas y culturales, hasta vendedores ambulantes con puestos artesanos y  especializados. 
El “as de ases” canadiense de la Segunda Guerra Mundial George Beurling murió en un Norseman mientras aterrizaba en el Aeropuerto de Roma-Urbe, Italia, en mayo de 1948. Beurling estaba realizando el vuelo de entrega del avión a la naciente Fuerza Aérea Israelí. Los restos de otro Norseman de la Fuerza Aérea israelí adorna el memorial de la IAF a sus caídos en Har Hatayasin cerca de Jerusalén. El avión se había estrellado durante la Operación Maccabi de la Guerra árabe-israelí de 1948. 
Aviones Norseman han aparecido en las películas Grey Owl (1999) y The Snow Walker (2003). 

## Variantes
Norseman Mk I
Prototipo con motor Wright R-975-E3 Whirlwind, uno construido.
Norseman Mk II
Versión con motor Pratt & Whitney R-1340 Wasp SC-1 y cambios menores, uno construido.
Norseman Mk III
Versión idéntica al Mk II, tres construidos.
Norseman Mk IV
Versión con motor Pratt & Whitney Wasp S3H-1, un Mk III modificado, 746 construidos como U-64A/UC-64A.
Norseman Mk IVW
Versión del Mk IV para la RCAF, 38 construidos.
Norseman YC-64
Designación dada por las USAAF a siete aviones de evaluación Mk IVW.
Norseman U-64A/UC-64A
Designación dada por las USAAF a 746 Mk IV.
Norseman XJA-1
Tres aviones U-64A transferidos a la Armada estadounidense.
Norseman C-64B
Aviones Mk IV sobre flotadores, seis construidos.
Norseman JA-1
Versión de producción del XJA-1, uno construido.
Norseman Mk VI
Versión para la RCAF, 34 construidos.
CCF Norseman Mk V
Versión civil del Mk IV, fabricada por la Canada Car and Foundry.
CCF Norseman Mk VII
Versión mejorada del Mk V, uno construido.

## Operadores

### Civiles
Argentina

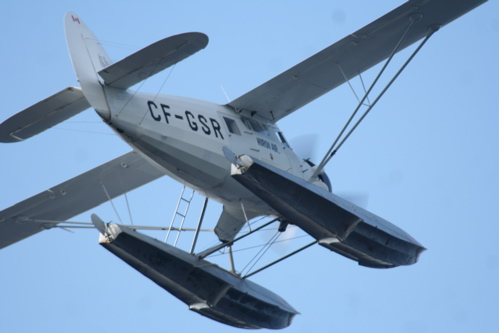
Noorduyn Norseman CF-GSR de Huron Air en Red Lake, Ontario, 2007.

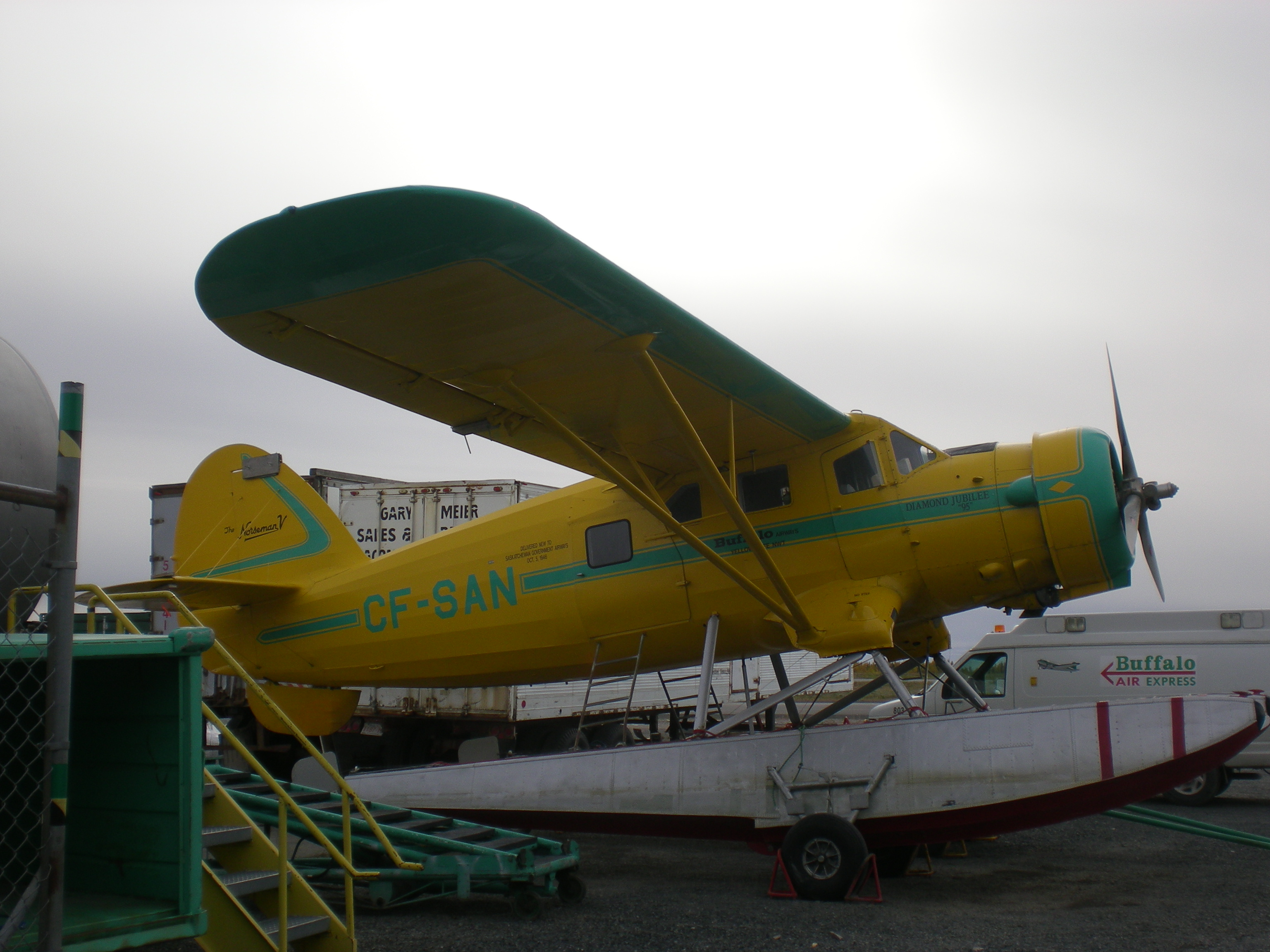
Norseman sobre flotadores de Buffalo Airways en Yellowknife, NWT.

- Aviación del Litoral Fluvial Argentino

 Canadá
- Austin Airways
- Bearskin Airlines
- Buffalo Airways
- Canadian Airways & Western Canada Airways
- Canadian Pacific Airlines
- Central Northern Airways
- Imperial Oil
- Lamb Air
- Ontario Provincial Air Service
- Pacific Western Airlines
- Policía Montada del Canadá
- Saskatchewan Air Ambulance
- Saskatchewan Government Airways
- Starratt Airways

 Filipinas
- Far Eastern Air Transport Inc. (FEATI) (1946-1947)
- Philippine Airlines (transferidos desde FEATI, de 1947 a 1955)

 Noruega
- Fjellfly
- Norving
- Widerøes Flyveselskap

### Militares
Australia

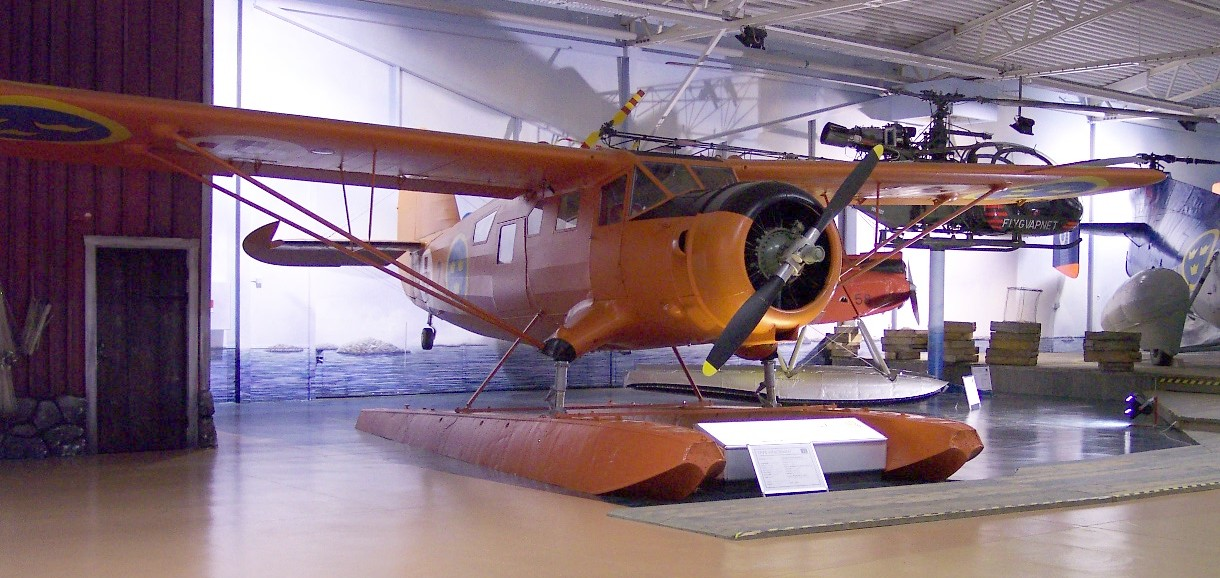
Noorduyn Tp 78 en el Flygvapenmuseum.

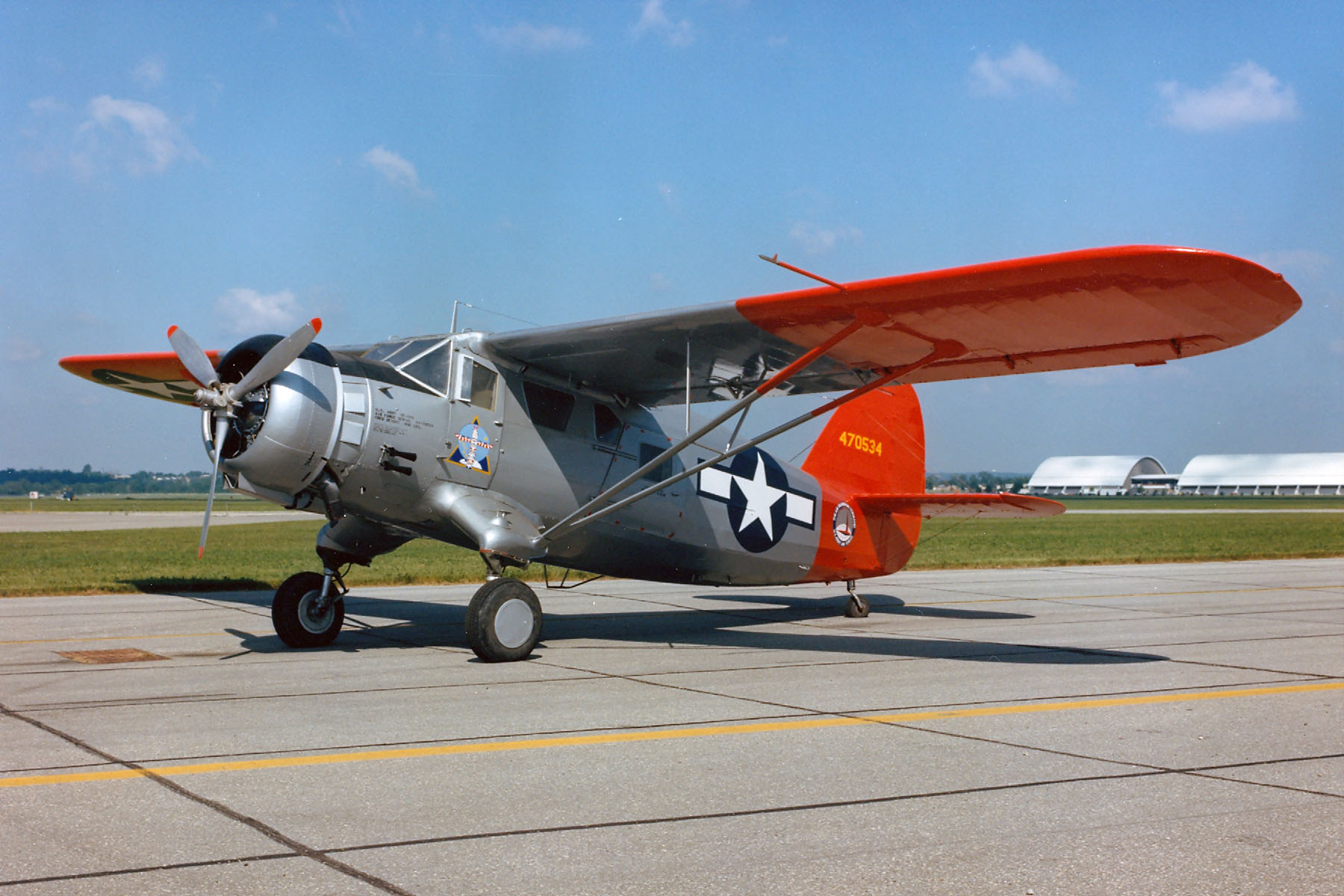
Noorduyn UC-64 de las USAAF restaurado en el Museo Nacional de la Fuerza Aérea de Estados Unidos en Dayton, Ohio.

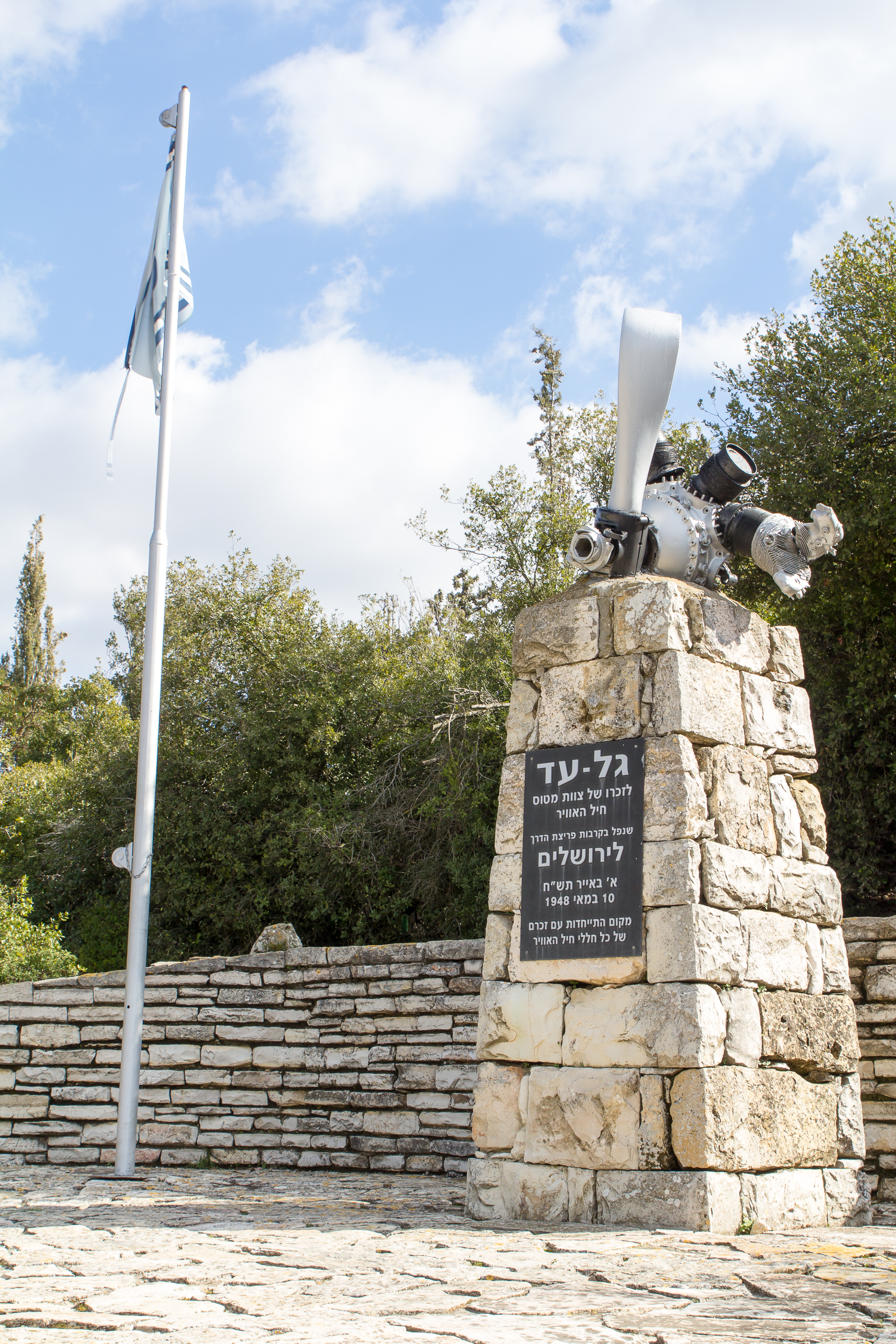
Los restos de un Norseman forman el monumento a los caídos oficial de la Fuerza Aérea Israelí.

- Real Fuerza Aérea Australiana: operó 14 aviones de 1943 a 1946.

 Brasil
- Fuerza Aérea Brasileña: operó 19 aviones de 1944 a 1960.

 Canadá
- Real Fuerza Aérea Canadiense: operó 79 aviones de 1940 a 1953.
- Marina Real Canadiense: operó 21 aviones de 1943 a 1957.

 Checoslovaquia
- Fuerza Aérea Checoslovaca: operó Norseman en la posguerra con la designación K-73.

 Costa Rica
- Servicio de Vigilancia Aérea de Costa Rica: operó un avión en 1948.

 Cuba
- Fuerza Aérea de Cuba: recibió un avión en 1951.

 Egipto
- Fuerza Aérea Egipcia: operó dos aviones de 1948 a 1960.

 Estados Unidos
- Cuerpo Aéreo del Ejército de los Estados Unidos
- Fuerzas Aéreas del Ejército de los Estados Unidos
- Fuerza Aérea de los Estados Unidos
- Armada de los Estados Unidos: compró tres Norseman en 1945 (bajo la designación JA-1) para apoyar las expediciones antárticas como la Operación Highjump.

 Filipinas
- Fuerza Aérea de Filipinas: operó dos aviones de 1946 a 1952.

 Honduras
- Fuerza Aérea Hondureña: operó dos aviones de 1945 a 1961.

 Indonesia
- Fuerza Aérea del Ejército Nacional de Indonesia: recibió un avión en 1950.

 Israel
- Fuerza Aérea Israelí: operó  17 aviones de 1948 a 1954.

 Noruega
- Real Fuerza Aérea Noruega: operó 22 aviones de 1945 a 1959.

 Países Bajos
- Real Fuerza Aérea del Ejército de las Indias Orientales Neerlandesas: operó un avión de 1948 a 1950.

 Reino Unido
- Real Fuerza Aérea Británica

 Suecia
- Fuerza Aérea Sueca: operó tres aviones de 1949 a 1959.

## Especificaciones (Norseman Mark V)
Referencia datos: Jane's all the World's Aircraft 1947

### Características generales
- Tripulación: Uno (piloto)
- Capacidad: Diez pasajeros
- Longitud: 9,9 m (32,3 ft)
- Envergadura: 15,7 m (51,5 ft)
- Altura: 3,1 m (10,1 ft)
- Superficie alar: 30,2 m² (325,1 ft²)
- Perfil alar: NACA 2412
- Peso vacío: 1923 kg (4238,3 lb)
- Peso máximo al despegue: 3357 kg (3420 kg con flotadores)
- Planta motriz: 1× motor radial de nueve cilindros refrigerado por aire Pratt & Whitney R-1340-AN1.
  - Potencia: 450 kW (620 HP; 612 CV)
- Hélices: Hamilton Standard tripala
- Diámetro de la hélice: 2,76 m

### Rendimiento
- Velocidad máxima operativa (Vno): 249 km/h (avión terrestre); 222 km/h (con esquíes); 216 km/h (con flotadores)
- Velocidad crucero (Vc): 209 km/h (130 MPH; 113 kt) a 3000 m (10 000 pies)
- Velocidad de entrada en pérdida (Vs): 109 km/h (68 MPH; 59 kt)
- Alcance: 1500 km (810 nmi; 932 mi) a 3000 m (10 000 pies)
- Techo de vuelo: 5200 m (17 060 ft)
- Régimen de ascenso: 3 m/s (591 ft/min) a 161 km/h
- Carga alar: 111 kg/m² (22,7 lb/ft²)
- Potencia/peso: 7,48 kW/kg (12,3 lb/hp)

## Aeronaves relacionadas

### Aeronaves similares

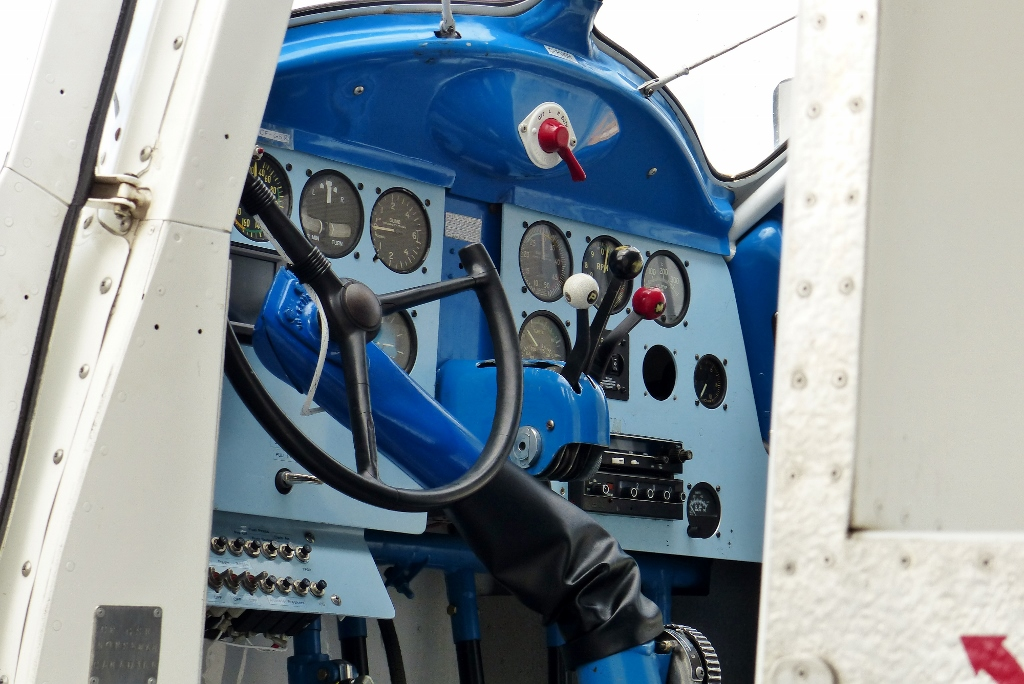
Cabina del Mark V.

- De Havilland Canada DHC-3 Otter

### Secuencias de designación
- Secuencia C-_ (Aviones de Carga del USAAC/USAAF/USAF, 1924-1962): ← C-61 - C-62 - C-63 - C-64 - C-65 - C-66 - C-67 →
- Secuencia J_A (Aviones Utilitarios de la Armada estadounidense, 1928-1955 (Noorduyn, 1946)): JA
- Secuencia Alfanumérica de la Fuerza Aérea Sueca, 1940-presente: ← Tp 55 - Sk 60 - Sk/Fpl 61 - Tp 78 - Tp 79 - Tp 80 - Tp 81 →